# Centaurea pangaea
Centaurea pangaea — вид квіткових рослин родини айстрових (Asteraceae). Ендемік пн.-сх. частини Греції (гора Пангайон).
Напівкущик, який має здерев'янілий стрижневий корінь. Стебла 30–50 см, павутинні, гнучкі, зазвичай з 5 тонкими, частково безплідними, частково плодючими, простими бічними гілками в середній частині. Квіткові голови поодинокі на кінці стебел і головних гілок, охоплена скупченими верхніми листками, довжиною 13–16 мм, від яйцюватої до широкоциліндричної форми з округлою основою. Віночки пурпурувато-рожеві, крайові безплідні квіточки 20–25 мм завдовжки. Плід довжиною 3,5–4 мм, запушений.